# Amtsgericht Saarunion
Das Amtsgericht Saarunion war ein deutsches Amtsgericht mit Sitz in Saarunion in den Jahren 1879 bis 1918.

## Geschichte
Saarunion war Sitz eines französischen Friedensgerichts. Nach der Abtretung Elsass-Lothringens im Frieden von Frankfurt an das Deutsche Reich 1871 wurde die Gerichtsstruktur mit dem Gesetz, betreffend Abänderung der Gerichtsverfassung vom 14. Juli 1871 und der Ausführungsbestimmung hierzu vom gleichen Tag neu geregelt. Dabei wurden die Friedensgerichte beibehalten.
Im Rahmen der Reichsjustizgesetze wurden 1879 die Friedensgerichte im Reichsland Elsass-Lothringen aufgehoben und Amtsgerichte gebildet. Das Amtsgericht Saarunion war dem Landgericht Saargemünd nachgeordnet.
Am Gericht bestand 1880 eine Richterstelle. Das Amtsgericht war ein kleines Amtsgericht im Landgerichtsbezirk.
Der Gerichtsbezirk umfasste 1895 den Kanton Saarunion mit 190 Quadratkilometern und 13.732 Einwohnern und 18 Gemeinden.
Mit der Verordnung über den Sitz und die Bezirke der Amtsgerichte vom 3. April 1909 ging die Gemeinde Silzheim aus dem Sprengel des Amtsgerichts Saarunion in den Sprengel des Amtsgerichts Saargemünd über.
Nach der Abtretung Elsass-Lothringens an Frankreich nach dem Ersten Weltkrieg wurde das Amtsgericht Saarunion als „Tribunal cantonal Sarre-Union“ weitergeführt. Im Zweiten Weltkrieg wurde 1940 von der deutschen Besatzungsmacht die vorgefundene Gerichtsstruktur unter Verwendung deutscher Ortsnamen und Behördenbezeichnungen, hier also als Amtsgericht Saar-Buckenheim, fortgeführt.